# Дарденн, Сабина
Сабина Анна Рене Жислен Дарденн (фр. Sabine Anne Renée Ghislaine Dardenne; род. 28 октября 1983, Турне, Бельгия) — бельгийка, которая в 1996 году в возрасте 12 лет была похищена серийным убийцей и педофилом Марком Дютру. Её спасли через 80 дней. Впоследствии она опубликовала мемуары «Мне было 12 лет, я села на велосипед и поехала в школу».

## Биография
Сабина Дарденн родилась в 1983 году. 28 мая 1996 года в 7:25 утра она была похищена Марком Дютру, когда ехала в школу на велосипеде. Ранее он уже совершил ряд убийств, похищений и изнасилований. Дютру держал пленницу в подвале на цепи в течение 80 дней. Во время заключения она перенесла сильное голодание и сексуальное насилие. Сабина вела дневники и писала письма близким и друзьям, которые Дютру не передавал, несмотря на обещания. 9 августа 1996 года он также похитил 14-летнюю Летицию Дельез. 15 августа Дютру был арестован. Впоследствии он признался в похищении и изнасиловании Дарденн и Дельез. Суд над Дютру начался лишь спустя 8 лет. Сабина давала показания на суде и обратилась к похитителю с вопросом «почему он не убил её». Преступник был приговорён к пожизненному лишению свободы.
По словам Сабины, после освобождения она хотела как можно быстрее вернуться к нормальной жизни и скрывалась от нежелательной известности. Она призналась, что окружающие оказывали давление на неё с требованием «вести себя как жертва». Дарденн также отказалась от посещения психиатра после первого визита. В 2004 году она опубликовала мемуары о похищении. Книга была переведена на 22 языка, в том числе русский, и опубликована в 30 странах.
По словам адвоката Дарденн, по состоянию на 2016 год она проживала в Брюсселе и работала в Государственном совете. Дарденн избегает публичности.